# Anny Konetzni
Anny Konetzni (ur. 12 lutego 1902 w Ungarisch-Weißkirchen, zm. 6 września 1968 w Wiedniu) – austriacka śpiewaczka operowa, sopran.

## Życiorys
Była siostrą śpiewaczki Hilde Konetzni. Studiowała u Erika Schmedesa w Konserwatorium Wiedeńskim oraz w Berlinie u Jacques’a Stückgolda. Debiutowała w 1925 roku w wiedeńskiej Volksoper, początkowo jako kontralt. W 1929 roku uczestniczyła w przedstawieniach Pierścienia Nibelunga Richarda Wagnera w Paryżu. Występowała w Augsburgu, Elberfeld i Chemnitz, w latach 1931–1934 była solistką berlińskiej Staatsoper. Od 1934 do 1955 roku związana była z Metropolitan Opera w Nowym Jorku. W 1951 roku podczas festiwalu Maggio Musicale Fiorentino kreowała tytułową rolę w Elektrze Richarda Straussa. W 1955 roku zakończyła karierę sceniczną.